# Sabłukiwka
Sabłukiwka (ukr. Саблуківка) – wieś na Ukrainie, w obwodzie chersońskim, w rejonie berysławskim. W 2001 liczyła 301 mieszkańców, spośród których 271 posługiwało się językiem ukraińskim, a 30 rosyjskim.